# Aston Martin DB9
Pour les articles homonymes, voir DB9.
L'Aston Martin DB9 est une automobile Grand Tourisme du constructeur automobile Britannique Aston Martin.

## Histoire
En 1994, Aston Martin, qui appartient à Ford Motor Company à l'époque, commence à produire la DB7, une voiture grand tourisme positionnée comme un véhicule "d'entrée de gamme" , C'est la seule Aston Martin qui intègre une construction en monocoque en acier, conçue par Jaguar, une autre entreprise appartenant également à Ford à l'époque. Conçue par Ian Callum, la DB7 est disponible en version coupé et décapotable, cette dernière étant connue sous le nom de Volante,. En 1999, Aston Martin commence à fabriquer la DB7 Vantage, qui est équipée d'un moteur V12 développé par Ford aux États-Unis. Ce modèle devient si populaire qu'il commence à détourner les ventes du modèle à moteur six cylindres en ligne, conduisant à l'arrêt de ce dernier la même année. La DB7 reste en production jusqu'en 2004, avec environ 7 000 exemplaires produits. C'est la meilleure vente d'Aston Martin de son époque, bien qu'elle soit finalement dépassée par des modèles ultérieurs.
Vers la fin des années 1990, Aston Martin établit un plan de modèle où les voitures introduisent diverses nouvelles technologies. Ford investit massivement dans la production d'un moteur amélioré et de technologies structurelles pour créer une nouvelle plateforme automobile; cela aide à réintroduire le statut d'Aston Martin en tant que constructeur automobile plus désirable,. Le premier de cette nouvelle ère de voitures est le Vanquish, introduit en 2001 pour remplacer le Virage. À la suite du rejet de propositions de produits précédentes, le remplaçant de la DB7 est annoncé sous le nom de "DB9". Cette plateforme, appelée "vertical/horizontal", sous-tend toutes les Aston Martin produites entre 2003 et 2016

## Caractéristiques
C'est une GT bien élaborée qui marque les ambitions du constructeur. Le bureau de style a été dirigé par Henrik Fisker qui a remplacé Ian Callum et l’étude a porté sur la « force » et la « discrétion ».
La DB9 n’est pas une évolution de la DB7 ; la plate-forme en alliage léger modulable est entièrement nouvelle. La carrosserie est mixte, en aluminium et matériaux composites, et permet une meilleure répartition des masses. Elle bénéficie d'une architecture transaxale avec moteur avant très reculé et une boîte 6 rapports, entre les roues arrière, garantissant une meilleure répartition des masses. L'objectif d'Aston Martin en lançant la DB9 était de rendre la marque plus accessible en raison du prix de la DB9, moins chère que la Vanquish. Ce fut un pari réussi, et même dangereux pour la Vanquish en raison de ses tarifs exorbitants par rapport à la DB9.
La dernière version de la DB9 est équipée d'un V12 de 5,9 litres dont la puissance est grimpée de 455 à 477 ch, ce qui porte la vitesse maximale à 306 km/h et améliore le 0 à 100 km/h d'un petit dixième de seconde, soit 4,8 s.
De son côté, le châssis profite de géométries modifiées et de nouveaux amortisseurs Bilstein. L'ensemble est censé procurer plus de sportivité sur le coupé et plus de confort sur la version cabriolet Volante. Cette dernière bénéficie par ailleurs d'une coque améliorée, qui permet d'augmenter de 10 % la rigidité torsionnelle.
L’intérieur est raffiné, harmonieux dans les couleurs et les matières, cuir moelleux et boiserie au choix (bambou, noisetier, acajou). La DB9 n’est pas une véritable quatre places puisque les sièges arrière sont seulement adaptés à des jeunes enfants. Les places avant en gagnent de l’espace.
Ses principales concurrentes sont les Porsche 911, Maserati Coupé, Jaguar XKR et Ferrari 612. En 2008, elle reçoit de nouveaux moteurs. En 2010, elle est retouchée avec de nouveaux boucliers et des feux plus foncés façon Rapide et DBS. En 2012, elle profite d'un deuxième restylage : nouveaux phares à diodes façon Virage, Vanquish deuxième du nom et Rapide.
En 2015, avant d'être remplacée par la DB11, la DB9 continue à évoluer et devient DB9 GT. Une appellation historique née sur la DB4, et qui se traduit ici par quelques nouveautés, dont le 6.0 V12 porté à 547 ch, de nouveaux boucliers avant et arrière, un nouveau dessin des optiques et un intérieur amélioré.

## Développement
En juillet 2000, Ford nomme Ulrich Bez au poste de directeur général et président d'Aston Martin. La DB7 d'entrée de gamme doit être remplacée par une voiture portant le nom de code de projet "AM802", censée être une voiture grand tourisme 2+2. Pendant cette période, un troisième projet est en développement, nommé "AM305". Il s'agit d'une voiture plus petite à deux places destinée à rivaliser avec la Porsche 911 et la Ferrari 360. Cette voiture devient la Vantage en 2005.
Callum est nommé designer principal du projet AM802. Avec la mort subite du designer Geoff Lawson en 1999, Callum doit alterner entre le design chez Jaguar et Aston Martin. Entre 2000 et 2001, Bez lui demande de travailler sur deux voitures, la DB9 et ce qui deviendra la V8 Vantage en 2005. Une grande partie de ce travail a lieu au centre de design Jaguar à Whitley. La nomination de Henrik Fisker comme designer principal en 2001 permet à Callum de se concentrer principalement sur Jaguar. Lorsqu'il est interrogé par le magazine Car and Driver sur sa contribution au véhicule, Callum répond, "Je dirais à peu près 100 pour cent, y compris l'intérieur. Peut-être pas les couleurs et les finitions en bois mais certainement les surfaces de la voiture.".
De nombreux prototypes et concepts de préproduction de la DB9 sont testés dans divers lieux à travers le monde, accumulant collectivement plus de 1 600 000 kilomètres. Aston Martin effectue des tests sur les terrains d'essai de Ford Lommel Proving Grounds en Belgique ainsi que des essais à grande vitesse sur le circuit de Nardò en Italie, le Nürburgring en Allemagne, le circuit d'essai MIRA et le Millbrook Proving Ground, ces deux derniers étant situés au Royaume-Uni. Aston Martin soumet les véhicules à des essais par temps chaud dans la Vallée de la Mort, l'endroit le plus chaud du monde, et à des évaluations par temps froid dans le cercle arctique suédois. D'autres tests ont lieu en Nouvelle-Zélande, englobant à la fois des conditions estivales et hivernales. Aston Martin détruit délibérément la plupart des voitures, mais trois sont conservées et apparaissent dans le film Casino Royale en 2006. À la suite de leur apparition cinématographique, les trois véhicules sont rendus non roulants.
La voiture est dévoilée en septembre 2003 au Salon de l'automobile de Francfort,. La production en série officielle de la DB9 coupé commence en janvier 2004 à l'usine de Gaydon dans le Warwickshire, en Angleterre, marquant le premier modèle construit là-bas,. Dans une interview de 2007, Bez déclare que, bien qu'Aston Martin soit traditionnellement un fabricant de voitures plus exclusives, il croit que l'entreprise doit être plus visible et construire plus de voitures. Au lancement, Aston Martin prévoit de produire entre 1 400 et 1 500 exemplaires par an,.

## Aston Martin DB9 Volante
Révélée pour la première fois au salon de Détroit en janvier 2004, l'Aston Martin DB9 Volante est la version décapotable de la DB9. Véritable GT 2+2, la DB9 Volante utilise une nouvelle plate-forme en aluminium dénommé VH (Vertical/Horizontal). Renforcée par des panneaux en alliage, léger et à la fois rigide, l'utilisation d'une caisse réalisée en aluminium, a permis de fortement réduire le poids total, ennemi numéro 1 des supercar, de 25 % environ.
La DB9 Volante est équipée d’une capote en toile actionnée par un mécanisme électrique, dépliable et repliable en seulement dix-sept secondes. En cas d'accident, un système déclenche les arceaux de sécurité placés derrière les appuis-tête des sièges arrière, grâce à des capteurs détectant le risque de retournement.
Côté motorisation, la Volante reprend les équipements du coupé : le V12 Aston Martin de 5,9 L et 48 soupapes d'origine Ford Cosworth, 450 ch et son couple de 570 N m. La voiture est proposée au choix avec une transmission automatique séquentielle ou une boîte mécanique, à six rapports.

## Aston Martin DB9 LM
Afin de commémorer la victoire d'Aston Martin aux 24 heures du Mans de 2007, une édition spéciale de la DB9 a été éditée. Connue sous le nom de DB9 LM, la voiture est limitée à seulement 124 exemplaires. Tous sont des coupés, et seront seulement disponibles dans une couleur unique connue sous le nom d'argent de Sarthe, en l'honneur du circuit de la Sarthe, où le Mans est couru.

## Modèles spéciaux

### DB9 Spyder Zagato Centennial

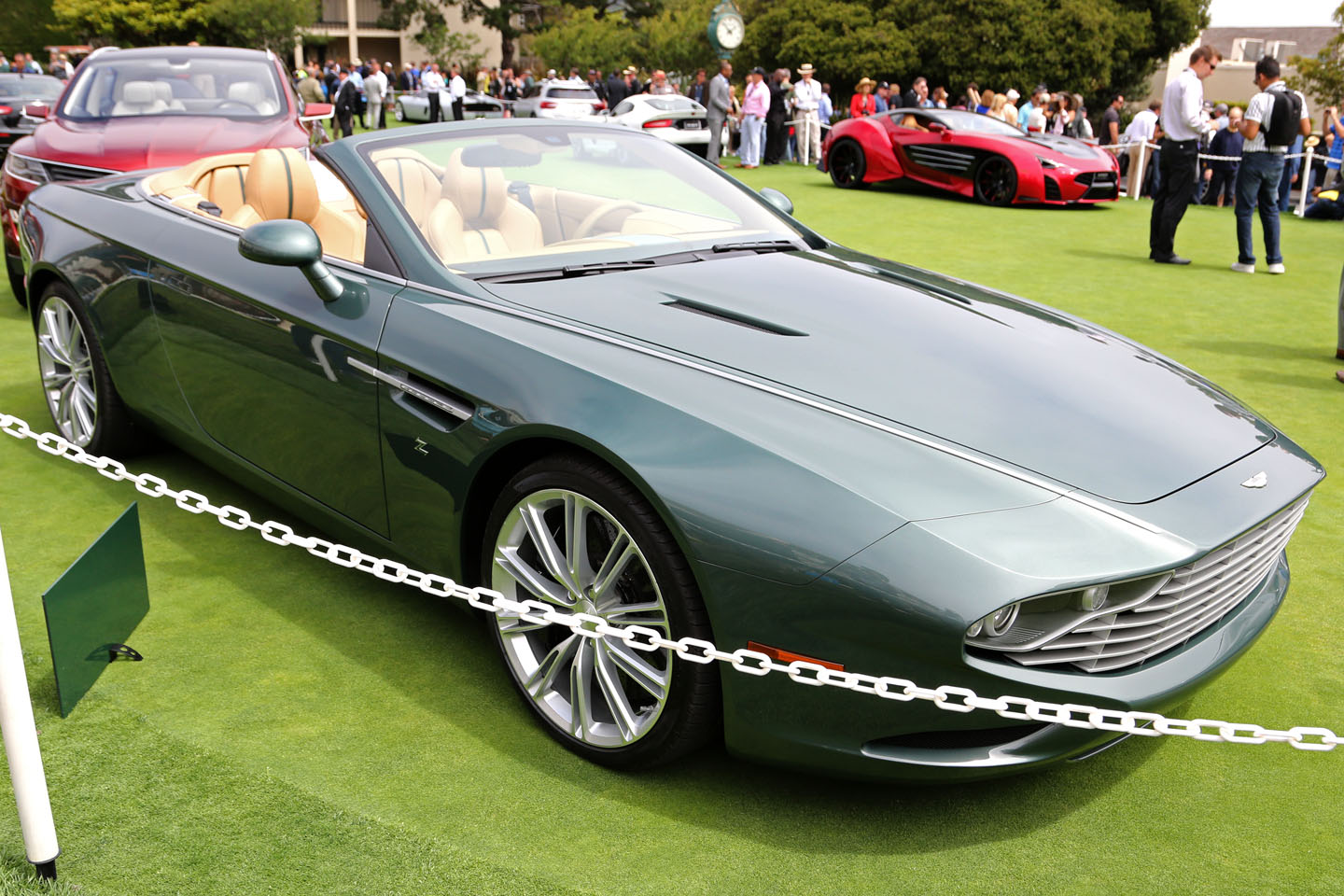
DB9 Spyder Zagato Centennial.

La DB9 Spyder est un modèle unique réalisé par Zagato pour les 100 ans d'Aston Martin en 2013 et basée sur la DB9 Volante. Elle est présentée en même temps que la DBS Zagato Centennial le 21 juillet 2013 au parc royal de Kensington Gardens à Londres .

## Télévision
L'Aston Martin DB9 (version cabriolet) apparaît dans plusieurs épisodes de la série Desperate Housewives, appartenant à Gabrielle Solis (interprétée par Eva Longoria),.
Dans la série célèbre Entourage, Eric Murphy roule en Aston Martin DB9 cabriolet de la saison 3 à 8 ainsi que Turtle occasionnellement tout au long des saisons.

## Galerie

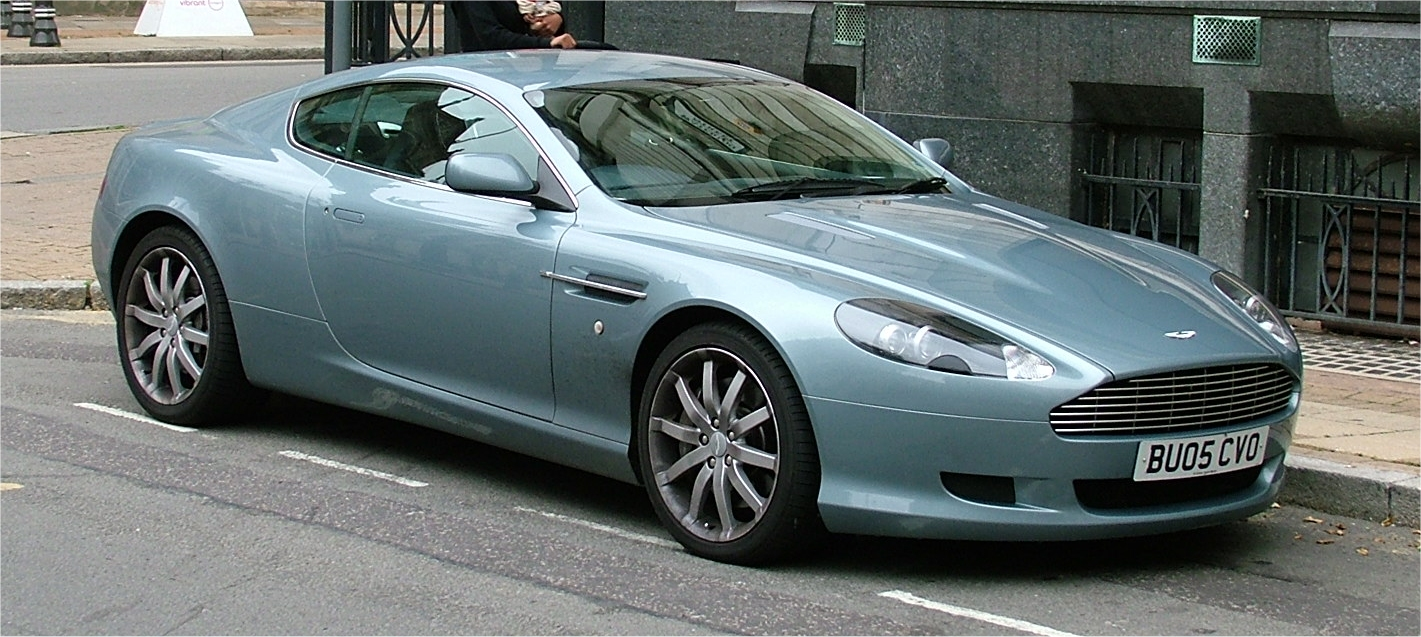
DB9 Coupé.
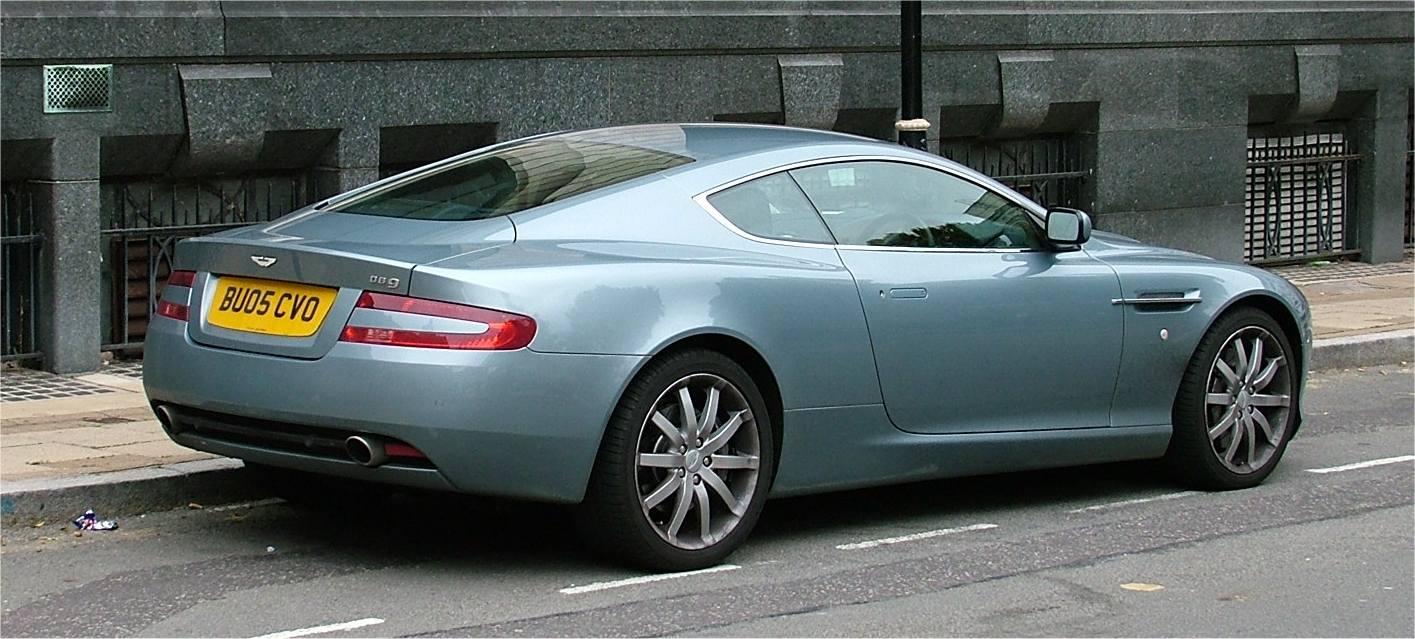
DB9 Coupé.